# Lontov
Lontov este o comună slovacă, aflată în districtul Levice din regiunea Nitra. Localitatea se află la altitudinea de 129 m deasupra n.m., se întinde pe o suprafață de 15,06 km2 și în 2017 număra 670 de locuitori.

## Istoric
Localitatea Lontov este atestată documentar din 1236.

## Demografie
| An:                | 1994 | 2004   | 2014   | 2024   |
| ------------------ | ---- | ------ | ------ | ------ |
| Număr de persoane: | 652  | 680    | 698    | 661    |
| Diferență:         |      | +4,29% | +2,64% | −5,30% |

| An:                | 2023 | 2024   |
| ------------------ | ---- | ------ |
| Număr de persoane: | 657  | 661    |
| Diferență:         |      | +0,60% |